# UFC on Fox: Johnson vs. Bader
UFC on Fox: Johnson vs. Bader è stato un evento di arti marziali miste tenuto dalla Ultimate Fighting Championship svolto il 30 gennaio 2016 al Prudential Center di Newark, Stati Uniti.

## Retroscena
Nel main event si affrontarono, in un potenziale match valido come eliminatoria al titolo dei pesi mediomassimi UFC, Anthony Johnson e Ryan Bader.
Il match dei pesi welter tra l'ex campione Strikeforce Tarec Saffiedine e Jake Ellenberger, venne inizialmente organizzato per l'evento UFC Fight Night: Saffiedine vs. Lim del gennaio 2014 e successivamente all'interno della card di UFC 172 ad aprile dello stesso anno. Tuttavia, entrambe le volte il match venne cancellato a causa di un infortunio ai muscoli da parte di Ellenberger e per un infortunio da parte di Saffiedine. L'intero incontro venne spostato per questo evento.
Joaquim Silva avrebbe dovuto affrontare Olivier Aubin-Mercier. Tuttavia, il 23 dicembre, Silva venne rimosso dalla card per infortunio e rimpiazzato da Diego Ferreira.
Andrew Holbrook doveva vedersela con Sage Northcutt; ma il 22 gennaio, Holbrook subì un infortunio e venne sostituito da Bryan Barberena. L'incontro venne organizzato per la categoria dei pesi welter.

## Risultati
|                                   | Divisione             |                       |                       |                       | Metodo                                      | Round                 | Tempo                 | Premio                |
| Card Principale (Fox)             | Card Principale (Fox) | Card Principale (Fox) | Card Principale (Fox) | Card Principale (Fox) | Card Principale (Fox)                       | Card Principale (Fox) | Card Principale (Fox) | Card Principale (Fox) |
| --------------------------------- | --------------------- | --------------------- | --------------------- | --------------------- | ------------------------------------------- | --------------------- | --------------------- | --------------------- |
|                                   | Pesi Mediomassimi     | Anthony Johnson       | batte                 | Ryan Bader            | KO (pugni)                                  | 1                     | 1:26                  | POTN                  |
|                                   | Pesi Massimi          | Ben Rothwell          | batte                 | Josh Barnett          | Sottomissione (ghigliottina)                | 2                     | 3:48                  | POTN                  |
|                                   | Pesi Gallo            | Jimmie Rivera         | batte                 | Iuri Alcântara        | Decisione unanime (29-28, 29-28, 29-28)     | 3                     | 5:00                  | FOTN                  |
|                                   | Pesi Welter           | Bryan Barberena       | batte                 | Sage Northcutt        | Sottomissione (triangolo di braccio)        | 2                     | 3:06                  |                       |
| Card Preliminare (Fox Sports 1)   |                       |                       |                       |                       |                                             |                       |                       |                       |
|                                   | Pesi Welter           | Tarec Saffiedine      | batte                 | Jake Ellenberger      | Decisione unanime (29-28, 29-28, 29-28)     | 3                     | 5:00                  |                       |
|                                   | Pesi Leggeri          | Carlos Diego Ferreira | batte                 | Olivier Aubin-Mercier | Decisione unanime (29-28, 29-28, 30-27)     | 3                     | 5:00                  |                       |
|                                   | Pesi Medi             | Rafael Natal          | batte                 | Kevin Casey           | KO Tecnico (pugni)                          | 3                     | 3:37                  |                       |
|                                   | Pesi Mosca            | Wilson Reis           | batte                 | Dustin Ortiz          | Decisione unanime (30-27, 30-27, 30-27)     |                       |                       |                       |
|                                   | Pesi welter           | Alexander Yakovlev    | batte                 | George Sullivan       | KO (pugni)                                  | 1                     | 3:59                  |                       |
|                                   | Pesi Gallo            | Alex Caceres          | batte                 | Masio Fullen          | Decisione unanime (30-27, 30-27, 30-27)     | 3                     | 5:00                  |                       |
| Card Preliminare (UFC Fight Pass) |                       |                       |                       |                       |                                             |                       |                       |                       |
|                                   | Pesi Welter           | Randy Brown           | batte                 | Matt Dwyer            | Decisione unanime (29-28, 29-28, 29-28)     | 3                     | 5:00                  |                       |
|                                   | Pesi Piuma            | Damon Jackson         | contro                | Levan Makashvili      | Parità di maggioranza (29-27, 28-28, 28-28) | 3                     | 5:00                  |                       |
|                                   | Pesi Leggeri          | Tony Martin           | batte                 | Felipe Olivieri       | Sottomissione tecnica (rear-naked choke)    | 3                     | 3:02                  |                       |

- Makashvili venne penalizzato con la detrazione di un punto nel terzo round, per aver effettuato un colpo illegale all'occhio dell'avversario e per averlo colpito con una ginocchiata alla testa mentre il suo avversario era al tappeto.

## Premi
I lottatori premiati ricevettero un bonus di 50.000 dollari.
Legenda:
- FOTN: Fight of the Night (vengono premiati entrambi gli atleti per il miglior incontro dell'evento)
- POTN: Performance of the Night (viene premiato il vincitore per la migliore performance dell'evento)

## Incontri Annullati
|  | Divisione    |                       |        |                 | Motivo                      |
|  | ------------ | --------------------- | ------ | --------------- | --------------------------- |
|  | Pesi Leggeri | Olivier Aubin-Mercier | contro | Joaquim Silva   | Silva subì un infortunio    |
|  | Pesi Leggeri | Sage Northcutt        | contro | Andrew Holbrook | Holbrook subì un infortunio |